# Johann Georg Frank
Johann Georg Frank (* 20. Juli 1911 in Hütten; † 15. September 1968 in Nordstetten) war ein deutscher Verwaltungsjurist.

## Leben
Frank war ein Sohn des Anton Frank (* 1880, † unbekannt), 1910 Hilfswärter bei der Eisenbahnstation in Hütten und dessen Ehefrau Theresia Brühl (* 1880, † unbekannt).
Nach dem Besuch der Gymnasien Ellwangen und Ehingen (Abitur 1931) studierte er in Tübingen von 1931 bis 1933 katholische Theologe und von 1933 bis 1938 Rechtswissenschaften. Er war ab 1933 Mitglied der katholischen Studentenverbindung AV Cheruskia Tübingen. Er legte 1938 die erste und 1947 die zweite Staatsprüfung ab.
Von 1938 bis 1940 war er Gerichtsreferendar in Tettnang und danach leistete er von 1940 bis 1945 seinen Wehrdienst. 1946 begann sein Vorbereitungsdienst auf die zweite juristische Staatsprüfung beim Landgericht Tübingen. 1947 war er zunächst Assessor beim Landratsamt Tuttlingen und dann bis 1951 Sachbearbeiter beim Arbeitsministerium Württemberg-Hohenzollern in Tübingen und stellvertretender Leiter des Amts für Wiedergutmachung. Von 1951 bis 1952 war er beim Landratsamt Biberach tätig. Danach war beim Innenministerium in Tübingen als Stellvertreter des Staatskommissars für die Umsiedlung tätig und dann als stellvertretender Abteilungsleiter im Regierungspräsidium Südwürttemberg-Hohenzollern. 1955 wurde er Regierungsrat beim Landratsamt Horb, 1957 dort Erster Landesbeamter und 1958 bis 1965 Landrat. Am 31. Dezember 1965 wurde er in den Ruhestand versetzt.